# Motoscafo Turismo Modificato
Els  Motoscafo Turisme modificat  o  MTM , més coneguts com a  Barchino explosivo , eren llanxes motoritzades equipades amb una càrrega explosiva, emprades durant la Segona Guerra Mundial per la Regia Marina italiana.
Van ser usades en diverses accions, no sempre coronades per l'èxit. La més destacable va ser l'enfonsament del creuer pesant britànic HMS  York  a la rada de la badia de Suda, a l'illa de Creta, el 26 de març de 1941. Una flota de sis MTM al comandament del tinent de navili Luigi Faggioni enfonsar l'HMS  York , a un transport i al petroler  Pèricles , de 8.000 tones, sense baixes pròpies.
El disseny i mode de funcionament era anàleg a l'emprat posteriorment pels japonesos amb les llanxes suïcides Shin'yō i Maru-ni, però en el cas italià el pilot abandonava el MTM abans d'impactar. Tot i això, la captura era amb gairebé total certesa el preu mínim a pagar per realitzar un atac amb aquest tipus de naus.